# Macey, Manche

Macey este o comună în departamentul Manche, Franța. În 1 ianuarie 2018 avea o populație de 108 de locuitori.